# Jean Beaudin
Jean Beaudin (6 de febrer de 1939 - 18 de maig de 2019) va ser un director de cinema i guionista canadenc. Va dirigir 20 pel·lícules des de 1969. La seva pel·lícula J.A. Martin photographe,va participar al 30è Festival Internacional de Cinema de Canes, on Monique Mercure va guanyar el premi a la millor actriu. La pel·lícula també va guanyar la millor pel·lícula, va guanyar el millor director i Mercure va guanyar els premis a la millor actriu al Canadian Film Awards de 1977. Va ser nominat (però no va guanyar) al Premi Genie al Millor Assoliment a la Direcció el 1986, 1992 i 2003 per les seves pel·lícules Le Matou, Being at Home with Claude i Le Collectionneur, respectivament.
L'actriu Domini Blythe (1947–2010) va ser la seva parella durant més de 20 anys.

## Carrera
Jean Beaudin va rebre un diploma de l'Ecole des Beaux-Arts a Mont-real i va estudiar a l'Escola de Disseny de Zúric. Es va unir per primera vegada a la National Film Board of Canada el 1964, treballant inicialment als estudis d'animació, i posteriorment dirigint pel·lícules educatives. Va fer un número per a una sèrie matemàtica, després Vertige, un estudi psicològic, abans de dirigir el seu primer llargmetratge, Stop, l'any 1971. Tot i que Beaudin va fer unes quantes fotografies al cinema salvatge i visionari, va ser més conegut per les actuacions moderades i les visuals exigents d'imatges com la seva obra mestra de 1977 J.A. Martin, photographe, que ha estat nominada constantment per la crítica com una de les millors pel·lícules canadenques mai fetes. Des que J.A. Martin, la carrera de Beaudin es va centrar exclusivament al Quebec amb Cordélia, Mario, la versió cinematogràfica de l'èxit escènic Being at Home with Claude, i la popular sèrie de televisió  Les Filles de Caleb.

## Filmografia

### Pel·lícules i curts
- Stop (1971)
- Le diable est parmi nous (1972)
- Les indrogables (curtmetratge, 1972)
- Trois fois passera (curtmetratge, 1973)
- Par une belle nuit d'hiver (curtmetratge, 1974)
- Cher Théo (curtmetratge, 1975)
- J.A. Martin, photographe (1977)
- Cordélia (1979)
- Mario (1984)
- Le Matou (1985)
- La bioéthique: une question de choix - L'homme à la traîne (curtmetratge, 1986)
- Being at Home with Claude (1992)
- Memories Unlocked (Souvenirs intimes) (1998)
- Le Collectionneur (2002)
- Nouvelle-France (2004)
- Sans elle (2006)

### Altres treballs
- Géométrie (sèrie documental, 1966)
- Mathématiques (sèrie documental, 1967)
- Vertige (curtmetratge documental, 1969)
- Et pourquoi pas? (curtmetratge documental, 1969)
- Jeux de la XXIe olympiade (Documental codirigit amb Marcel Carrière, Georges Dufaux, i Jean-Claude Labrecque, 1977)
- Une journée dans les parcs nationaux (curtmetratge documental, 1979)
- Mount-Royal (sèrie de televisió, 1987)
- L'or et le papier (sèrie de televisió, 1989)
- Les filles de Caleb (sèrie de televisió, 1990–1991)
- Shehaweh (minisèrie, 1992)
- Les minutes du patrimoine (sèrie de televisió, 1993)
- Craque la vie! (telefilm, 1994)
- Miséricorde (minisèrie, 1994)
- Ces enfants d'ailleurs (minisèrie, 1997)
- The Hunger (sèrie de televisió, 1998)
- Big Wolf on Campus (sèrie de televisió, 2000)
- Willie (minisèrie, 2000)